# Asheron's Call
Asheron's Call är ett MMORPG med fantasy-tema, utvecklat av Turbine Entertainment Software. "AC" lanserades redan 1999, kort efter EverQuest och måste anses som en av pionjärerna i genren. AC förblev dock stående i skuggan av det enormt framgångsrika EverQuest och har aldrig tagit sig upp till den absoluta försäljningstoppen. En expansion utgavs 2001, Dark Majesty.
2003 utkom uppföljaren Asheron's Call 2: Fallen Kings, som dock aldrig lyckats bli mer populär än föregångaren. Den 30 december 2005 lades AC 2 ner och dess servrar släcktes ner av Turbine.
AC utvecklades av Turbine och publicerades av Microsoft. 2004 köpte Turbine loss rättigheterna till titeln och kommer fortsättningsvis att själva publicera eventuella uppföljare.
AC har gjort sig känt inom MMORPG-kretsar för sin medgivande attityd mot användarna, där spelare som utnyttjar brister i spelet inte betraktas som brottslingar, vilket skiljer sig från förhållningssättet i de flesta andra MMORRPGer. AC 2 hade dessutom en förlåtande policy gentemot tredjepartsprogramvara vilket är tämligen unikt, och tillät att spelare använde externa program för att hjälpa dem att uppnå fördelar i spelet.
AC var, trots sin ålder, fortfarande ett aktivt MMORPG som tilltalade både ung som gammal mycket tack vare känslan i spelet och de månadsuppdateringar som ständigt skedde.
Servrarna släcktes ned för gott den 31 januari 2017, efter att ha körts i 18 år.